# أنتينوبوليس
مدينة أنتينوبوليس ((بالإغريقية: Ἀντινόου πόλις)‏; (بالقبطية: ⲁⲛⲧⲓⲛⲱⲟⲩ)‏) هي مدينة شُيِّدت بواسطة الإمبراطور الروماني هادريان لأنه كان مغرم بالحضارة اليونانية القديمة وأراد تأسيس مركز جديد في صعيد مصر لنشر الحضارة الهيلينية بها، وكانت المدينة توجد على الضفة الشرقية لنهر النيل جنوب ملوي بالمنيا وتعرف حاليًا بموقع الشيخ عبادة، وقد تأسست عام 130 ميلاديًا نسبة إلى أنتينوس أحد أفراد حاشية الإمبراطور هادريان وكان مصاحبًا له أثناء رحلته إلى مصر وغرق هناك وتخليدًا لذكراه أسس هادريان هذه المدينة اليونانية على اسمه وأصبح فيما بعد معبودًا للمدينة باسم أوزير أنتينوس "osir antinous"، واختار هادريان السكان الإغريق الموجودين في مصر وكان أغلبهم من مدينة بطلمية والفيوم والمحاربين القدامى. وقسمت المدينة إلى 4 أحياء، حيث قُسِّم كل حي إلى وحدات سكنية ومنح هادريان هذه المدينة اليونانية العديد من الامتيازات وقد جذبت هذه الامتيازات الكثير من اليونانيين للاستيطان في تلك المدينة اليونانية.

## تأريخ المدينة
زار الإمبراطور هادريان مصر عام 130 ميلاديًا -وبذلك أصبح ثالث إمبراطور روماني يزور مصر- ومن أهم الأعمال التي قام بها في مصر هو تشييد مدينة يونانية جديدة هي أنتينوبوليس عام 130م وبنى هادريان هذه المدينة لتخليد ذكرى أحد أفراد حاشيته وكان صديق مقرب للإمبراطور ويدعى أنتينوس، وأصبحت تلك المدينة هي أول مدينة يونانية يقوم ببنائها الرومان في مصر ولولع هادريان وحبه للثقافة والحضارة الإغريقية صارت المدينة مركز جديد في صعيد مصر لنشر الحضارة الإغريقية وقد جلب مواطنيها من مدينة بطلمية والفيوم وقد منح هادريان لهذه المدينة العديد من الامتيازات، وأطلق على سكان تلك المدينة اسم الهلينيين الجدد.

## سبب إنشاء المدينة
انتقل الإمبراطور هادريان من فلسطين إلى مصر أثناء رحلته إلى الشرق واصطحب معه زوجته فيبيا سابينا وخادمتها جوليا باليبللا وخادمه المفضل أنتينوس، وكان هذا الغلام من إقليم بيثينيا بآسيا الصغرى وتميز برشاقته التي كانت تتماثل مع الأجسام الإغريقية وأراد الإمبراطور هادريان بأصطحابه بهذا الغلام التشبه بالبطل الأسطوري هرقل الذي كان يصطحب معه أيضًا غلامًا آسيويًا من إقليم بيثينيا ووصل هادريان مصر عام 130م، وكانت من التقاليد المصرية القديمة عدم ركوب النيل أثناء فترة الفيضان لذلك اضطر الإمبراطور بصفته فرعونًا لمصر للقيام برحلته النيلية في مطلع الخريف وقد غضب هادريان بسبب تدهور الحضارة الإغريقية في مصر وتواجد الإغريق في الريف وعواصم الأقاليم المصرية بسبب عدم توافر المدن الإغريقية الكافية في مصر وكيف أن الإغريق بدأوا في الانصهار مع المجتمع المصري وتعايشوا مع الفلاحين وبدأوا يتمصروا معهم بسبب قلة المدن الإغريقية الكافية حيث كانت توجد ثلاث مدن إغريقية فقط قبل إنشاء هادريان للمدينة الرابعة وهم: مدينة الإسكندرية التي قام بتأسيسها الأسكندر الأكبر، مدينة نقراطيس في الدلتا، ومدينة بطلمية في سوهاج، وقد لاحظ هادريان أن مصر الوسطى كانت خالية تمامًا من وجود مدن يونانية لذلك قرر إنشاء مدينة هناك.

## سبب التسمية
أثناء زيارة الإمبراطور هادريان إلى مصر توفى غلامه المصاحب له أنتينوس بالقرب من قرية الشيخ عبادة عندما طلب منه هادريان ملئ وعاءه بالمياه وغرق في النيل أثناء ملئ الوعاء وحزن هادريان على موت الصبي حزنًا شديدًا وأخذ موقف مماثل لما فعله البطل الأسطوري هرقل عندما توفي غلامه هولاس في النيل أيضًا، وكانت من العادات المصرية القديمة أن يؤلهوا الغرقى في النيل وقد أصبح أنتينوس مؤله بذلك وقد اقترن اسمه بالمعبود أوزوريس، ولذلك قام الإمبراطور هادريان بتشييد مدينة إغريقية خالصة بالقرب من الموقع الذي غرق فيه أنتينوس وسُميت المدينة أنتينوبوليس تخليدًا لذكرى غلامه المفضل أنتينوس.

## موقع المدينة
كانت تقع المدينة على الضفة الشرقية لنهر النيل جنوب ملوي في محافظة المنيا، وتعرف حديثًا بموقع الشيخ عبادة لمجاورته هذه المدينة، كان يوجد شواهد أثرية ترجع إلى عصر رمسيس الثاني قبل إنشاء هادريان للمدينة وبنى رمسيس الثاني معبد له هناك ولا يُعلم إذا كان هناك عصر يسبق عصر رمسيس الثاني أم لا وقد امتلئت هذه المدينة بالعديد من الآثار الفرعونية.
تميزت المدينة بفخامة العمارة الرومانية بها، فقد وضع هادريان مبالغ مالية طائلة على معمار هذه المدينة حتى ظهرت بأسلوب معماري فخم، واستمرت هذه المدينة في الازدهار خلال العصور الوسطى حتى ظهور المسيحية، ثم سارت قرية صغيرة خلال القرون الوسطى حيث قل عدد السكان بها وأخذ في الانخفاض، وتدهورت المدينة منذ مطلع القرن العشرين، ويرجع ذلك بسبب تنقيب الأهالي عن السباخ ورحلات الأثريين القدامى للبحث عن البرديات والمومياوات ولم ينهجوا نهج علمي أو أخلاقي وقاموا بالحفر بطرق عشوائية كانت سبب في تدهور المدينة، وفي أثناء رحلة المسافرون القدامى لهذا الموقع قاموا بتسجيل الشواهد الأثرية الموجودة فوق سطح الأرض، ووُجِد في هذه المدينة بعض من البقايا الأثرية كمحاجر وأديرة ومدافن.

## الامتيازات التي حصلت عليها المدينة
منح الإمبراطور هادريان لهذه المدينة العديد من الامتيازات المتمثلة في توزيع الأراضي الزراعية على المواطنين، كما سمح لهم بالزواج من مصريات، وربما فعل ذلك حتى ينشئ جيل جديد تجري في عروقه الدماء المصرية اليونانية، وكان هذا خاصًا بمدينة أنتينوبوليس ولم تتمتع به أي مدينة يونانية أخرى وأعطى لهم حق الإعفاء من الضرائب مثل ضريبة الرأس، ولم يكتفي هادريان بذلك فقط بل قام بوضع طريق للقوافل يصل بين هذه المدينة وبين ميناء برنيكي في البحر الأحمر مما جعل لتلك المدينة مصدر اقتصادي هام، ووضع للمدينة دستور كدستور مدينة نقراطيس، كما حظيت المدينة بحكم ذاتي خاص بها وكان لها مجلس بولي، وسكن بها العناصر الإغريقية التي لم تتمصر كاملة وكان أغلبها من منطقة الفيوم، ولكي يصبحوا مواطنين رومان ويحصلوا على المواطنة الرومانية كان عليهم التسجيل في الجيش الروماني ويكونوا مؤهلين للخدمة العسكرية في الفرق الرومانية.

## أهم المعالم الأثرية
كانت تضم هذه المدينة ثلاث حضارات وهم بالتسلسل التاريخي: الحضارة الفرعونية، والحضارة الرومانية، والحضارة الإسلامية، وقد تميزت تلك المدينة بوجود العديد من الآثار بها من مختلف الحضارات، حيث عثروا في هذه المدينة على آثار ترجع إلى العصر الفرعوني من تمائم فرعونية ولفائف كتانية كان يلف بها المومياوات وبرديات ومحاجر كما كان يوجد أيضًا معبد رمسيس الثاني هناك، ومن أثار العصر الروماني وُجِدت تماثيل صغيرة وعملات رومانية والعديد من العمائر الرومانية الفخمة المتمثلة في المباني، حيث وضع هادريان مبالغ مالية طائلة على معمار هذه المدينة حتى ظهرت بأسلوب معماري فخم، وخلال العصور الوسطى وظهور المسيحية امتلئت المدينة بالعديد من الأديرة والكنائس وكان من أهم المعالم القبطية التي توجد في المدينة: بيت القديسة ثيودورا وبئر العائلة المقدسة، وكان من أهم المعالم الإسلامية التي ترجع إلى العصر الإسلامي بيت مريم أو بيت ماريا القبطية وكان المسلمون يطلقون عليه اسم «مسجد عبادة»، كما كان يوجد بقايا فخار ملون يرجع إلى العصور الرومانية والإسلامية.

## أسباب تدهور المدينة
منذ مطلع القرن العشرين بدأت المنطقة الأثرية في الانهيار والتدهور وذلك بسبب عدم اتباع طرق علمية وأخلاقية من قبل الأثريين القدامى الذين قاموا بالبحث في الموقع لإيجاد البرديات والمومياوات، وكذلك بسبب الإهمال الجسيم وجهل أهلها بالحفاظ على تلك الآثار حيث قاموا بالبناء والزراعة على بقايا أثرية تاريخية هامة، كما كان هناك سارقي الآثار ولم يكن هناك حراسة مشددة حيث كان يوجد حارس واحد فقط يقوم بالحراسة ولم يكن كافيًا للتصدي على اللصوص وسارقي الآثار المسلحين الذين كانوا يقومون بالحفر في كل مكان بطرق غير شرعية للبحث عن الذهب الفرعوني والعملات الأثرية وأوراق البردي والزجاج الملون، ومن المهازل التي حدثت أيضًا وأدت إلى تدهور المدينة حرق الفخار الأثري والتخلص منه مع قمامة المدينة وزراعة الأرض بالبرسيم وقيام أحد أهالي المدينة ببناء منزله خلف معبد الملك رمسيس الثاني وكان يعد ذلك مخالفة واضحة لقانون البناء في المناطق الأثرية حيث كان يلزم البناء على بعد 3 كيلو مترات عن محيط الآثار، كما كان يوجد بالقرب من المعبد محارق للقمامة، بالإضافة إلى استخدام عدد من الفلاحات روث البهائم للخبز على أفرانهم الطينية حول المعبد، وقد أشارت البعثة الإيطالية من معهد البرديات عن التعديات التي تحدث في الموقع من ناهبو الآثار وحفاري القبور الأثرية ومن الأهالي الذين يقومون بالبناء والزراعة على مواقع أثرية تاريخية هامة، وقد وثقت الحملة الفرنسية أثار تلك المدينة في مجلدات وصف مصر.